# Klass: elu pärast
Klass: elu pärast je estonský sedmidílný televizní seriál televize Eesti Rahvusringhääling z roku 2010, který navazuje na filmové drama Zkažená mládež z roku 2007. V Česku byl seriál představen na festivalech pod názvem Třída – Život poté.

## Děj
Seriál v sedmi epizodách ztvárňuje příběhy sedmi vybraných postav spojených se šikanou a střelbou na střední škole, kam docházeli šikanovaní Joosep Räak a Kaspar Kordes, kteří šikanu skončili tím, že v jídelně školy vystříleli své spolužáky. Ukazuje události nadcházející této střelbě od zatčení přeživšího Kaspara Kordese, přes policejní vyšetřování, školní inspekci, životy rodin zesnulých žáků (a jedné žákyně) a nakonec samotný soudní proces, při kterém byl Kaspar Kordes souzen za střelbu.

### Epizoda 1 – Meie, ellujäänud
Stopuje příběh žákyně Kerli, která jako jediná ze třídy spolužáky nešikanovala a kterou díky tomu jako jedinou střelci pustili z jídelny. Ta potom, co z jídelny utekla a při uvědomění si, že za chvíli dojde ke střelbě v jídelně, což bude mít pro oba šikanované následné úřední následky, v panice a hrůze začne utíkat, až doběhne na toalety na nedalekém nádraží, kde se zavře do kabinky a následně se zhroutí.
Potom, co se dá trochu do psychické pohody, uteče ke své babičce, kde stráví následující dny. Mezitím média, především noviny začnou vydávat články, ve kterých uveřejní informaci, že policie po Kerli pátrá a které začnou nabádat svědky k tomu, že pokud Kerli někde uvidí, ihned se na policii obrátí. Po babiččině naléhání a příslibu, že Kerli doprovodí, jde na policii podat výpověď. Policie i veřejnost na Kerli nahlíží jako někoho, kdo byl s oběma střelci spolčen (možná že ona navedla ty dva ke střelbě).
Po výpovědi a Kerliině návratu do školy ji spolužačky začnou vyhrožovat, že pokud policii poví o události, při které byly oba střelci donuceny k felaci, jako třída se proti ní spolčí, kolektivně událost popřou, což bude mít pro Kerli ten následek, že ji nikdo nebude věřit a bude obviněna ze křivé výpovědi. Kerli se spolužaček nezalekává a výpověď přesto podá, jenže potřebuje důkazy. Nakonec se vydává do bytu, kde bydlí spolužák Tiid, který felaci nahrával na kameru s výmluvou, že si od Kerli půjčil knihu, kterou potřebuje vrátit. Při domnělém hledání knihy se zmocní SD karty z kamery, kterou následně předá policii. Policejní vyšetřovatel však na kartě nachází jen nějaké Tiidovi soukromé fotografie a Kerli skutečně obviní ze křivé výpovědi, nakonec se však Tiid přizná k tomu, že inkriminované záznamy existují.

### Epizoda 2 – Ma ei sure teie kiuste
Stopuje příběh Joosepova otce, Marguse Rääka. Ten je svým okolím obviněn z hlavní viny na tom, že on může za střelbu v jídelně. Nejdříve Margus přichází o svou práci hasiče, když mu těsně před zásahem šéf oznámí, že mu uděluje nucenou placenou dovolenou, následně přichází i o manželku Liinu, která se stěhuje ke sestře. O střelbě si Margus povídá se svým bratrem, který celou situaci považuje za logické vyústění předešlých událostí. K Margusovi, který je stejně jako manželka psychicky zlomen, se stěhuje synovec. Margus svou depresi a smutek nad ztrátou syna, manželky i zaměstnání začne léčit alkoholem. Celou situaci chce skončit tím, že si manželku odvede domů a tak odjíždí do domu své švagrové, kde manželce vyzná lásku, psychicky zlomená Liina ale zůstává u sestry. Margusův synovec poradí Margusovi, aby se zbavil Joosepových věcí, že jejich zbavení se pomůže Liině alespoň trochu zmírnit stesk po synovi, Margus začne věci vyklízet, přičemž si Liina přichází vyzvednout nějaké věci. Když však zjistí, že Margus vyklízí Joosepovi věci, zasáhne jí to duševně ještě víc.
Na hromadný pohřeb zesnulých dětí, mezi kterými je i Joosep není Margus nakonec puštěn a je vyhnán s tím, že jeho příchod ostatní pozůstalí považují za účelovou provokaci. Téhož dne večer ho před jeho domem zmlátí rodiče postřílených dětí. Na soukromý formální pohřeb Joosepa přichází Liina se sestrou a neteří, a také Kerli, která přichází Liině projevit soustrast. Margus ale chybí, následně se Liina vydává zpět domů, kde najde Marguse psychicky zcela zničeného, nakonec se však k němu stěhuje zpět, protože zjistí, že Margus překonal svou závislost na alkoholu.

### Epizoda 3 – Kadunud laste varjud
Stopuje příběh Joosepovi a Kasparovi třídní učitelky Laine, která spolu se svou nejlepší kamarádkou kouří na toaletách, náhle jejich rozhovor vyruší nejdříve podivné zvuky, které přisoudí petardám, posléze ale zjišťují, že se jedná o střelbu. Náhle je ze záchodů vyžene kolemběžící vystrašená učitelka, Laine se zbytkem učitelského sboru a žáky utíká pryč ze školy. Potom, co zjistí, co se v jídelně stalo se psychicky zhroutí. Smutná a zničená se vrací domů za manželem, který chystá pro ní narozeninovou party. Lainin stav se začíná stále zhoršovat. Za Laine přichází školní krizový sbor s nabídkou pomoci, následně krizový pracovník s Laine navštěvují Joosepova tátu – Marguse, který jim však neotevírá. Krizový pracovník, který je Laininým bývalým studentem, Laine poví, že je přísná učitelka a žáci se jí bojí, to Laine ale urazí a následně psychicky zlomí ještě více. Lainina nejlepší kamarádka ji pro zlepšení nálady zve na svou firemní party, kde jsou hosté převlečení za zvířata – Laine jde za žábu.
Zatímco Lainina nejlepší kamarádka na party svádí svého známého, Laine přemýšlí. Potom, co se vrací domů nachází v čítárně svého manžela a hromádku novin, manželovi přikáže se novin zbavit, potom, co zjišťuje, že manžel chystá její oslavu narozenin, ji striktně odmítne a požádá ho o její zrušení. Původní ředitelka školy svou pozici opouští a mezi učitelským sborem se začne šířit informace, že se bude konat školní inspekce a že budou propouštěni zaměstnanci. Laine se bojí, že bude za střelbu ve své třídě popotahována a že přijde o svou pozici.
Laine si v supermarketu kupuje alkohol, přičemž jí tam nachází její žáci. Ti se začnou smát, ale zároveň jedna ze žaček uvede, že v její pozici by situaci také řešila alkoholem. Laine s nákupem odchází k pláži, kde jí nachází skupina puberťáků. Ti ji vytrhnou nákup a kabelku a začnou si s ní přehazovat, Laine je začne žádat o to, aby ji nákup s kabelkou vrátili. Potom, co celou situaci označí Laine za následek toho, že hlavního vůdce skupiny doma šikanují, nemá peníze a bijí ho, se skupina uklidňuje a nákup s kabelkou ji vrací.
Laine navštíví se svou třídou divadelní představení, třída je ráda a potěší jí to. Laine se dosti zlepší nálada, stav se jí však šeredně zhorší potom, co se dozví o události se šikanovanými na pláži. Laine se psychicky zhroutí, napustí si vanu, v koupelně se zamkne, dá si prášky, které zapije alkoholem a lehá si do vany, kde padá do bezvědomí. Potom, co se na chvíli vrací k vědomí si uvědomí, že nechce přijít o život a volá svému manželovi, který zrovna předčítá knihu v literárním kroužku. Nejdříve ji hovor típne, později ho ale přijme a potom, co nabude pocitu, že se Laine něco stalo, kroužek zmatených posluchačů opouští a vrací se domů. Tam nachází Laine zamčenou v koupelně, dveře tedy vyrazí a Laine dostane ven z vany, ze které se v jejím stavu není schopna sama dostat.
Epizoda končí tím, že Laine přichází do své třídy, kterou nalezne vyzdobenou nafukovacími balónky a třída ji překvapí tím, že ji dá kytici a začne zpívat písničku Hodně štěstí, zdraví.

### Epizoda 4 – Mina ja nemad
Stopuje příběh They – Kasparovy bývalé přítelkyně. Děj epizody se odehrává čtyři měsíce po střelbě. Thea nachází ve poštovní schránce dopis, který předtím poslala Kasparovi, ale pošta ho nedoručila a zaslala zpět odesílatelce. Thea se není schopna věnovat učení, o hodinách nedává pozor a stále přemýšlí nad Kasparem. O hodině matematiky si toho všímá Laine.
Thea chce Kaspara vidět, ale dozvídá se, že návštěvy ve vazbě prokurátor dovolil jen na omezenou dobu v několika termínech a všechny si zabrala Kasparova babička. Thea se vydává na adresu, kde babička bydlela, nachází tam ale nové obyvatele, kteří se sem nově přistěhovali. O jedné přestávce, když celá třída s učitelkou odejdou pryč a v učebně zbyde jen Thea, učebnu zamkne a sedne si ke katedře a počítači. V elektronickém školském systému a třídním výkazu si najde jméno Kaspara Kordese, které rozklikne. Vyběhne Kasparova katalogová karta, v níž Thea nachází adresu trvalého pobytu – Lembitu 33, Antsla. Třída chystá školní divadelní vystoupení a za vymyšlení námětu je pověřena Thea, při generální zkoušce se ptá spolužáků, kde Antslu nalezne, později se vydává na nádraží. Vlakem odjíždí do Sangastle, odkud pokračuje autobusem. Na adrese nalézá Kasparovu mámu, která ji ale sděluje, že o Kasparovi ani babičce nic neví a že je dlouho neviděla. Nakonec ji její přítel dá ale telefonní číslo na Kasparovu babičku. Thea si vyčítá, že když byla se zbytkem třídy na pláži, kde šikanátoři donutili Kaspara a Joosepa k felaci, třídě sdělila, že se s Kasparem rozešla.
Thea se vydává za Kasparovou babičkou a předává ji dopis určený pro Kaspara, ta přislibuje, že ho Kasparovi při návštěvě ve věznici předá. Později ji potkává na autobusovém nádraží, kde babička Thee řekne, aby na Kaspara zapomněla, Thea se ale nevzdává. Následně si třídu pozve v rámci přípravného řízení prokurátorka. Prokurátorka Theu vyslýchá, později ji sděluje, že může jít Kaspara navštívit. Thea posílá do věznice žádost o návštěvu, později se svému spolužákovi svěřuje, že hodlá Kaspara navštívit. Spolužák to ale vyzradí třídě a na generální zkoušce ji třída odsoudí a obviní ji ze sympatií s Kasparem. Thea přichází do věznice, kde čeká téměř půl hodiny, nakonec přichází vězeňský pracovník se zprávou, že ji Kaspar nechce vidět. Thea si to vyčítá a v pláči začne běhat bytem, rodiče se jí snaží uklidnit, to ale Theu víc dopaluje. Nakonec do bytu přichází They spolužáci s pozvánkou na oslavu, při odchodu nachází ve schránce dopis od Kaspara.

### Epizoda 5 – Trööst
Stopuje příběh Väineho – Táty Paula, jednoho ze šikanujících, a odehrává se pět měsíců po střelbě. Ireena, Väineho manželka je psychicky zničena nejen ze smrti syna, ale i z informace, že její syn byl jeden ze šikanujících. S nikým nemluví, nejí, nechodí do práce, jakoby rezignovala na život. Mezitím veterinářka Julie – matka Olava, dalšího ze šikanujících, pociťuje též psychickou nepohodu, vlastně ze stejného důvodu, jako Ireena. Väino potkává Julii v supermarketu při nákupu, začnou si povídat, následně se domluví, že Väino seznámí Julii se svým psem Nerem. Během Juliiny a Väinovo procházky Väino uvede, že Nero byl původně Paulovo pes a že se od Paulovo smrti pejsek trápí. Väino se začíná také cítit špatně, na své žáky (Väino pracuje jako učitel na univerzitě) začne křičet a vlastně začíná být vůbec nepříjemný. Väino se postupně začíná do Julie zamilovávat a začíná svou manželku Ireenu opomíjet, do jejich manželství uhodí pak Väineho nepředvídané rande s Julií. Väino potkává Julii na hřbitově a odchází s ní pryč, mezitím Ireena, které se její psychický stav o něco zlepšil připravuje romantickou večeři pro Väineho. Zatímco Väino a Julie mají romantickou večeři v restauraci, samotná a smutná Ireena nekonečné hodiny sedí doma u prostřeného stolu a hořícího svícnu. Když se Väino vrací domů, najde Ireenu, opět psychicky zlomenou, během večera a noci se však její stav zlepší. Další den ráno je Ireena opět komunikativní a má relativně dobrou náladu, s Väinem si povídá, náhle ale zazvoní Väineho telefon, když mu volá Julie. Stav obou se zhorší potom, co Väinovi řekne Julie, že Nero má nádor a že rodina po synovi zřejmě přijde i o pejska.
Julie chystá pro svého tatínka dárek a objedná si u kováře výrobu nože. Když Julie přijde k tatínkovi domů, nachází ho ležet v bezvědomí na podlaze, neprodleně mu volá záchranku. V následujících dnech v noci stráví Väino noc s Julií, ráno ovšem na dveře klepe kovář – Johaanes, který nese Julii kytici. Julie Johaanese odmítne se slovy, že den předtím ležela v příkopě a zachránil ji „muž jejích snů“, myslíc Väineho. Julie nakonec zůstává sama, když oba muži odchází pryč. Špatný Väineho stav se projeví další den ve škole, když žáky roztřídí do třech skupin. Ty žáky, kteří skončili ve skupině 1 nebo 2, posílá do končin hýždí.
Julie je na návštěvě u tatínka, kterému sdělí, že ho nechá umístit do domova důchodců, protože ho samotného nechat nemůže a na pečovatelku nemá finance. Epizoda končí tím, že po riskantní operaci Nera se pejsek vyhýbá svému hrůznému osudu, Väino se vrací k Ireeně a nakonec se mu vrátí i pozitivní nálada a kompletně obrátí ve svém chování v práci.

### Epizoda 6 – Tingimisi vabadusekaotus
Stopuje příběh Toomase – jednoho ze šikanujících, který přežil střelbu, po fyzické straně ale částečně, protože končí odkázaný na vozíček v důsledku zničení nohy během střelby. Toomas je soudem odsouzen k odnětí svobody na 18 měsíců s podmínečným odkladem. Při rozhovoru se psychologem se Toomas přiznává, že během šikany bral situaci jako zábavu, s odstupem času si ale přiznal, že to bylo vůči Kasparovi a Joosepovi kruté. V noci se mu zdá noční můra, že prochází areálem opuštěné, vegetací zarostlé školy, že chce ze školy odejít, ale vozík mu neumožní vystoupat do schodů. Pocit uvěznění a bezmoci Toomase donutí se vzbudit. Toomas začíná docházet na novou školu. Ve škole vládne žákovská iniciativa – ŠJZ (Šikana je zlo), což je sdružení proti šikaně. Učitel vyzve Toomase, aby se třídě představil, ten ale ze strachu z odsouzení antišikanovacím sdružením a z výsměchu z osobního následku střelby třídě tají, odkud přišel a co se mu stalo. Na otázku, do které školy předtím chodil, tedy místo přímé odpovědi odpovídá vyhýbavě „do takové čtyřpatrové...“ a na otázku, proč je odkázán na vozíček přisuzuje vinu autonehodě. Toomas se ve třídě najde, nalezne si v ní kamarády a začnou spolu trávit čas, stále si ale vyčítá odkázanost na vozík a jeho omezenost ho začíná psychicky vyčerpávat. Sdružení natočí kampaňové video, krátkometrážní film Násilí je posledním krokem blbosti. V noci v den, kdy třída měla slavnost k publikaci filmu, se Toomas vyspí se svojí spolužačkou. Ačkoliv si tedy Toomas našel nové kamarády, našel si známost, se kterou si příslušně užil, stejně nedokáže přes hlavu přenést svou odkázanost na vozík a špatné svědomí. Kvůli jeho výčitkám se nakonec začnou i rodiče hádat.
Jeden den Toomase zastaví spolužáci, kteří se dozvídají o tom, že příslušel do třídy, ve které se střílelo. Další události a výčitky ho dovedou na pláž, kde se setkala bývalá třída den před střelbou, jenže kolečka vozíčku zapadnou do písku a uvězní Toomase uprostřed pláže, Toomas spadne z vozíku a zůstane na pláži napospas, nakonec mu pomůže kolemjdoucí. Epizoda končí tím, že za doprovodu písničky Elu paräst vypráví spolužákům z nové školy o tom, jak šikanoval Kaspara a Joosepa.

### Epizoda 7 – Kohtumõistmine
Stopuje příběh Ingrid Tambergové – advokátky. Právě skončilo soudní jednání, kdy Ingridina klienta soudkyně odsoudila k pěti letům vězení. Před soudní budovou soudkyně doporučí Ingrid, aby ve své práci zmírnila, protože tolik úsilí a námahy nevydrží, náhle si ale obě všimnou, jak policejní auta a záchranky jedou k nedaleké střední škole. Později na schůzi s dalšími advokáty zjišťuje, že jakýsi chlapec vystřílel školní jídelnu. Kolegové se shodnou na tom, že by měl dostat doživotí i přes to, že to estonský soudnický systém neumožňuje. Případ nakonec přebírá Ingrid. Ingrid si následně jde promluvit s Kasparem, moc se toho ale nedozvídá. Následuje výslech policejním vyšetřovatelem.
Další ráno si Ingrid připravuje kávu a poslouchá ranní publicistický blok, který se věnuje střelbě z předešlého dne. Ingrid jede do práce a poslouchá rádio, kde právě vysílají diskuzně-publicistický pořad. Moderátoři se baví o tom, že má veřejnost mimořádnou možnost od Kaspara zjistit, co školním střelcům střelba dává, že je Ingrid krásná a že si nezaslouží dostat případ „takového kriminálníka“, také diskutují o tom, že od Ingrid očekávají slabou obhajovací řeč, aby Kaspar dostal co nejvyšší možný trest. Zatímco Ingrid řeší problém s novinářem, který ji stále nahání, ve věznici Kasparovo spoluvězni Kaspara zmlátí se slovy Připadáš si jako drsňák, když zabiješ děcka. Potom, co se Ingrid dozví o události na pláži, začíná sestavovat obhajobu. Během toho se setkává s Laine, po které chce kladný posudek na osobu Kaspara Kordese. Mezitím, co se Ingrid baví s babičkou Kaspara a dozví se, že se Kaspar za to, co s Joosepem chystá, toho rána babičce omluvit, za Kasparem přijde vězeňský dozorce s tím, že má návštěvu – Theu. Během nadcházející schůzky Ingrid a Kaspara probíhá před věznicí demonstrace studentů, kteří považují Kaspara za oběť. Potom, co je rozhodnuto o Kasparovo přesunu do jiné věznice si Kaspar Ingrid zavolá na schůzku, při které po Ingrid vyjede. Další den se v novinách objevuje článek o k případu přidělené soudkyni, která je obviněna z korupce. Kamarád Ingrid logicky říká, že pokud dostane Kaspar nízký trest, veřejnost to bude považovat za nespravedlivý rozsudek založený na přijetí úplatku. Zatímco veřejnost dále Kaspara a Joosepa odsuzuje „z neodpustitelného činu“, Ingrid si uvědomuje, že se do Kaspara zamilovala a dále se dozvídá, že Kasparovi hrozí změna právního zástupce. Téhož dne večer při cestě domů autem poslouchá Ingrid rozhlasový pořad Hlas lidu, což je diskuzně-publicistický pořad založený na tom, že do redakce volají posluchači a vyjadřují se k aktuálním událostem. Samozřejmě v tomto vydání se pořad věnuje případu střelby. Do redakce se dovolává posluchač, který označuje za důvod střelby násilné televizní filmy. Na reakci moderátora, který začne argumentovat šikanou, odpovídá posluchač, že Kaspar musí být nemocný, protože i v jeho době bývala šikana, ale nikdy by nedošlo k vzájemnému zabíjení se. Na otázku, jaký by udělil posluchač Kasparovi trest, se moderátor dočkává odpovědi, že si zaslouží výjimečný trest – trest smrtí. Další den se Ingrid setkává s Toomasem a žádá ho o výpověď. Potom, co se informace o Ingridině zamilovanosti objevuje v novinách, si ani v superetu nemůže nakoupit. Sice ji prodavačka obslouží, spoluzákaznice ji začne titulovat slovy typu kurtizána apod., dokonce začne po ní plivat. Epizoda končí rozsudkem tříletého podmínečného trestu a příjezdem Ingrid do domu Kaspara.